# Anson Carter
Anson Horace Carter (* 6. Juni 1974 in Toronto, Ontario) ist ein ehemaliger kanadischer Eishockeyspieler, der im Verlauf seiner aktiven Karriere zwischen 1992 und 2008 unter anderem 698 Spiele für die Washington Capitals, Boston Bruins, Edmonton Oilers, New York Rangers, Los Angeles Kings, Vancouver Canucks, Columbus Blue Jackets und Carolina Hurricanes in der National Hockey League auf der Position des rechten Flügelstürmers bestritten hat. Seine größten Karriereerfolge feierte Carter mit den Goldmedaillengewinnen bei den Weltmeisterschaften in den Jahren 1997 und 2003.
Neben seiner Eishockeykarriere betreibt er seit 2003 ein Hip-Hop-Label namens „Big Up Entertainment“.

## Karriere
Der Kanadier begann seine Karriere als Eishockeyspieler im Großraum Toronto in der Metro Junior A Hockey League. Er wurde anschließend im NHL Entry Draft 1992 in der zehnten Runde an insgesamt 220. Position von den Québec Nordiques ausgewählt. Zunächst wechselte er jedoch für vier Jahre an die Michigan State University. In seiner dritten Saison war er als einer von zehn Finalisten für den Hobey Baker Memorial Award als bester Spieler der US-amerikanischen Collegeligen nominiert.
Nachdem seine Spielerrechte im April 1996 zu den Washington Capitals transferiert worden waren, begann Carter in der Saison 1996/97 seine Profikarriere in der American Hockey League, wo er für das Farmteam der Capitals, die Portland Pirates, eingesetzt wurde. Parallel absolvierte er 19 Einsätze für Washington in der NHL. Noch während der Saison wurde der Flügelstürmer an die Boston Bruins abgegeben, für die er anschließend drei weitere Saisons spielte. Während der Saison 2000/01 wechselte er in dem Tauschgeschäft, das Bill Guerin nach Boston brachte, zu den Edmonton Oilers und verzeichnete dort in der folgenden Saison mit 60 Scorerpunkten die erfolgreichste Saison seiner Karriere. Nach einem Intermezzo bei den New York Rangers kehrte Carter im Januar 2004 im Austausch für Jaromír Jágr zu den Washington Capitals zurück. Dort hielt es ihn jedoch erneut nur 19 Spiele, bevor er an die Los Angeles Kings abgegeben wurde.
Am 16. August 2005 schloss er einen Vertrag über eine Million kanadische Dollar für die Saison 2005/06 mit den Vancouver Canucks ab, bei welchen er in einer Angriffsformation, der sogenannten „Brothers Line“, mit den Zwillingen Daniel und Henrik Sedin spielte. Zur Saison 2006/07 wechselte Carter zu den Columbus Blue Jackets, wo er einen Einjahresvertrag erhielt. Ende Februar 2007 wurde er zu den Carolina Hurricanes transferiert. Am Ende der Saison im Sommer 2007 erhielt er vorerst keinen neuen Vertrag, wurde aber von den Edmonton Oilers zum Trainingscamp eingeladen, konnte sich jedoch nicht empfehlen. Im November 2007 wurde er schließlich vom HC Lugano verpflichtet, bei dem er in 15 Spielen acht Scorerpunkte erzielte.

### International
Anson Carter repräsentierte sein Heimatland Kanada erstmals bei der Junioren-Weltmeisterschaft 1994 und trug mit fünf Scorerpunkten zum Gewinn der Goldmedaille bei.
Bei der Weltmeisterschaft 1997 lief er erstmals für die Herren-Nationalmannschaft auf und gewann mit dieser die Goldmedaille. Diesen Erfolg konnte er 2003 wiederholen, als er in der Overtime des Finales das entscheidende Tor schoss. Dieses Ereignis betrachtet der aus Toronto stammende Eishockeyspieler – neben seinem ersten Tor – als seinen größten Moment als Eishockeyspieler.

## Erfolge und Auszeichnungen
| - 1994 CCHA First All-Star Team - 1995 CCHA First All-Star Team - 1995 NCAA West Second All-American Team | - 1996 CCHA Second All-Star Team - 1997 Teilnahme am AHL All-Star Classic |

### International
- 1994 Goldmedaille bei der Junioren-Weltmeisterschaft
- 1997 Goldmedaille bei der Weltmeisterschaft
- 2003 Goldmedaille bei der Weltmeisterschaft

## Karrierestatistik

### International
Vertrat Kanada bei:
- Junioren-Weltmeisterschaft 1994
- Weltmeisterschaft 1997
- Weltmeisterschaft 2003

(Legende zur Spielerstatistik: Sp oder GP = absolvierte Spiele; T oder G = erzielte Tore; V oder A = erzielte Assists; Pkt oder Pts = erzielte Scorerpunkte; SM oder PIM = erhaltene Strafminuten; +/− = Plus/Minus-Bilanz; PP = erzielte Überzahltore; SH = erzielte Unterzahltore; GW = erzielte Siegtore; 1 Play-downs/Relegation; Kursiv: Statistik nicht vollständig)